# Troy Alves
Troy Alves (ur. 26 września 1966 w Bridgeport w stanie Connecticut) – amerykański zawodowy kulturysta, członek organizacji International Federation of BodyBuilders (IFBB).

## Życiorys
Choć w szkole średniej i na studiach był doskonałym baseballistą, szczególne zamiłowanie odkrył do treningów siłowych. Po ukończeniu college'u przystąpił do Sił Powietrznych Stanów Zjednoczonych.
W 1996 roku rozpoczął karierę w branży kulturystycznej, występując w NPC USA Championships, gdzie osiągnął pozycję ósmą. Sukcesy zaczął odnosić już w rok od debiutu. W 2003 po raz pierwszy wziął udział w zawodach federacji IFBB Arnold Classic i zajął miejsce #10.
W dzieciństwie przyjaźnił się z aktorem Michaelem Jaiem White'em.

## Osiągnięcia
- 1996 − NPC USA Championships, waga lekkociężka, 8. pozycjaTroy Alves podczas IFBB Australia (2008)

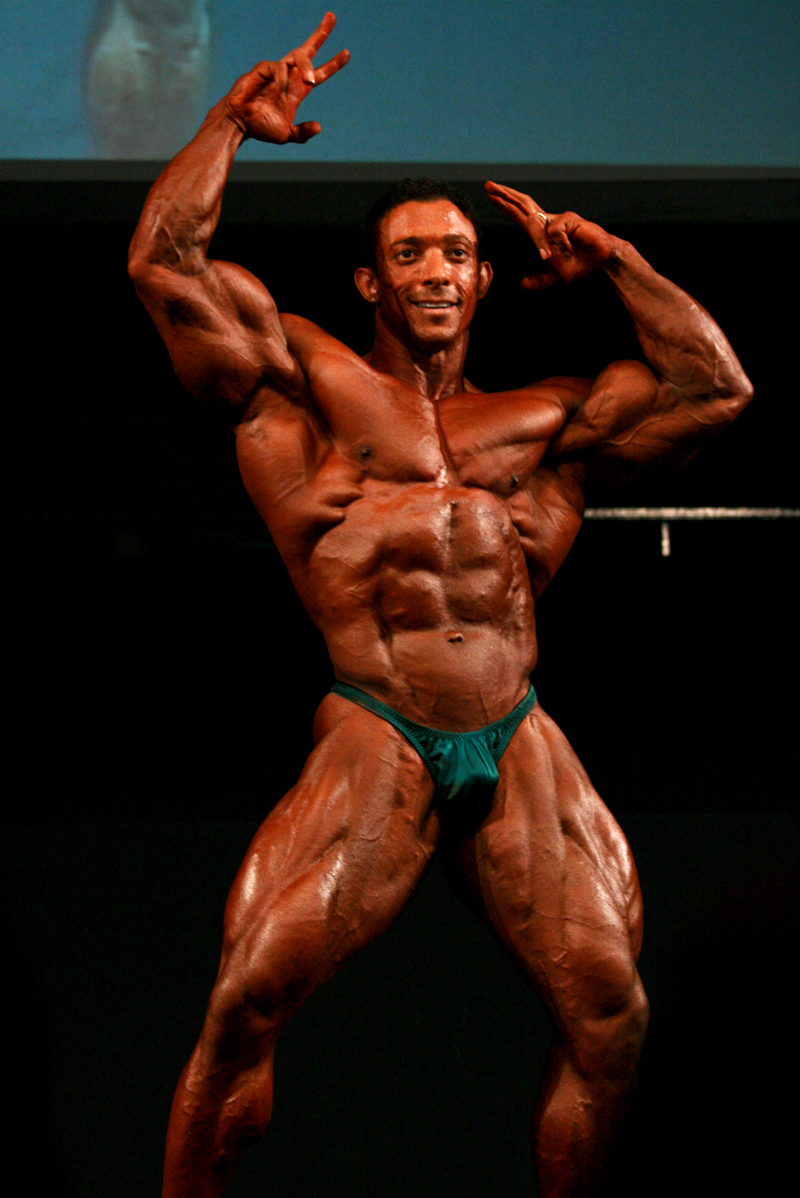
Troy Alves podczas IFBB Australia (2008)

- 1997 − NPC Junior USA, waga lekkociężka, 1. pozycja oraz zwycięzca klasyfikacji generalnej
- 1997 − NPC Nationals, waga lekkociężka, 6. pozycja
- 1998 − NPC Nationals, waga lekkociężka, 8. pozycja
- 1998 − NPC USA Championships, waga lekkociężka, 1. pozycja
- 1999 − NPC Nationals, waga lekkociężka, 7. pozycja
- 1999 − North American Championships, waga lekkociężka, 3. pozycja
- 2000 − NPC Nationals, waga ciężka, 2. pozycja
- 2000 − NPC USA Championships, waga ciężka, 2. pozycja
- 2001 − NPC USA Championships, waga ciężka, 2. pozycja
- 2002 − NPC USA Championships, waga ciężka, 1. pozycja
- 2003 − Arnold Classic − IFBB, 10. pozycja
- 2003 − Grand Prix Australia − IFBB, 2. pozycja
- 2003 − Grand Prix England − IFBB, 6. pozycja
- 2003 − Grand Prix Holland − IFBB, 6. pozycja
- 2003 − Grand Prix Russia − IFBB, 4. pozycja
- 2003 − Ironman Pro Invitational − IFBB, 4. pozycja
- 2003 − Maximum Pro Invitational − IFBB, 5. pozycja
- 2003 − Mr. Olympia − IFBB, 8. pozycja
- 2003 − San Francisco Pro Invitational − IFBB, 5. pozycja
- 2004 − Mr. Olympia − IFBB, 15. pozycja
- 2004 − Show of Strength Pro Championship − IFBB, 5. pozycja
- 2005 − Arnold Classic, 8. pozycja
- 2005 − Ironman Pro Invitational, 3. pozycja
- 2005 − San Francisco Pro Invitational, 4. pozycja
- 2006 − Arnold Classic, 11. pozycja
- 2006 − Colorado Pro Championships, 8. pozycja
- 2006 − Ironman Pro Invitational, 3. pozycja
- 2006 − Mr. Olympia, 15. pozycja
- 2009 − Europa Show Of Champions, 1. pozycja
- 2009 − Mr. Olympia, 16. pozycja
- 2010 − Phoenix Pro, 5. pozycja

## Filmografia
- 2004: Troy Alves: Titans 4
- 2005: Iron Man Pro XVI Bodybuilding Championship 2005